# Radio Ga Ga

"Radio Ga Ga" je singl britanskog rock sastava "Queen". Nalazi se na albumu "The Works". Singl je objavljen (kao prvi s albuma) 23. siječnja 1984. Na "B" strani se nalazi Mayova "I Go Crazy" koja nije objavljena na albumu. Tekst i glazbu napisao je Roger Taylor. Singl je zabilježio veliki uspjeh diljem svijeta.
Taylor je pjesmu prvotno nazvao "Radio Ca Ca" (što je izgovorio njegov mali sinčić), ali "ca ca" (odnosno kaka) je na mnogim jezicima vulgarna riječ, pa je promijenio naziv u "Ga Ga". Pjesma je izvedena na koncertu "Live Aid" 1985. godine i postala popularna zahvaljujući gledateljima koji su pljeskali dlanovima u ritmu refrena. Na Freddie Mercury Tribute Koncertu izveo ju je Paul Young. Taylor, May i Phil Collins (na Bubnjevima) su je izveli 2002. godine na koncertu "Party at the Palace" povodom zlatnog jubileja kraljice Elizabete II. "Queen + Paul Rodgers" su je izvodili na turneji 2005. / 2006.
U glazbenom spotu se pojavljuju scene iz filma Metropolis, kao i obožavatelji sastava koji izvode poznato "pljeskanje dlanovima".
Pjesma je objavljena na kompilaciji "Greatest Hits II".

## Top ljestvica
| Država     | Najviša pozicija | Naklada |
| ---------- | ---------------- | ------- |
| Australija | 3                |         |
| Austrija   | 2                |         |
| Belgija    | 1                |         |
| Kanada     | 11               |         |
| Francuska  | 24               |         |
| Njemačka   | 2                |         |
| Irska      | 1                |         |
| Italija    | 1                |         |
| Nizozemska | 1                |         |
| Portugal   | 1                |         |
| Švedska    | 1                |         |
| Norveška   | 2                |         |
| Poljska    | 2                |         |
| JAR        | 4                |         |
| Španjolska | 6                |         |
| Švicarska  | 3                |         |
| UK         | 2                | srebrna |
| SAD        | 16               |         |

## Vanjske poveznice
Tekst pjesme "Radio Ga Ga"  Arhivirana inačica izvorne stranice od 16. veljače 2008. (Wayback Machine)